# Sloktrav
Sloktrav (Catolobus pendula) är en korsblommig växtart som först beskrevs av Carl von Linné, och fick sitt nu gällande namn av Al-shehbaz. I den svenska databasen Dyntaxa används istället namnet Arabis pendula. Enligt Catalogue of Life ingår Sloktrav i släktet Catolobus och familjen korsblommiga växter, men enligt Dyntaxa är tillhörigheten istället släktet travar och familjen korsblommiga växter. Arten förekommer tillfälligt i Sverige, men reproducerar sig inte. Inga underarter finns listade i Catalogue of Life.